# The Rockettes
The Rockettes es una reconocida compañía de baile de precisión, fundada en 1925, que actúa en el teatro Radio City Music Hall en Manhattan, en la ciudad de Nueva York, Estados Unidos. Desde hace 94 años y de forma ininterrumpida, durante la semana de Navidad, las Rockettes realizan cinco shows al día, donde realizan una de sus rutinas más famosas: la patada alta hasta la altura de los ojos al unísono en una línea de coro, la cual incluyen al final de cada presentación.
El espectáculo navideño Radio City Christmas Spectacular se presenta anualmente en el Radio City Music Hall y en numerosas ciudades de Estados Unidos y Canadá como parte de la gira de un grupo de Rockettes. Es uno de los espectáculos en vivo más vistos en los Estados Unidos, con más de 2 millones de espectadores por año. Desde 1957 las Rockettes actúan anualmente en el desfile de Acción de Gracias de la tienda departamental Macy’s y en el desfile de Acción de Gracias de América (America’s Thanksgiving Parade) en Detroit. La Ceremonia de encendido del árbol de Navidad de la cadena televisiva NBC en el Rockefeller Center cuenta con la actuación de este grupo de baile.

## Historia
El grupo fue fundado en San Luis, Misuri, por Russell Market en 1925, y originalmente se presentaban como «The Missouri Rockets». Market se había inspirado en las chicas de John Tiller en el espectáculo Ziegfeld Follies de 1890 y estaba convencido de que «si alguna vez tengo la oportunidad de reunir a un grupo de chicas americanas que sean más altas y tengas piernas más largas y puedan realizar rutinas de tap realmente complicadas, con patadas a la altura de los ojos… ellas te sorprenderán». El grupo fue llevado a la ciudad de Nueva York por Samuel Roxy Rothafel para presentarse en su teatro Roxy Theater, y cambiaron el nombre a «The Roxyettes». Cuando Rothafell dejó el teatro Roxy para abrir el Radio City Music Hall, el grupo de baile continuó arduamente su trayectoria y más tarde fueron conocidas como «The Rockettes». El grupo actuó como parte de la noche de apertura en el Radio City Music Hall en 1932. En 1936 la compañía ganó el gran premio en la Exposición de Baile de París.
The Rockettes han sido representadas por la Asociación Americana de Artistas de Variedad (AGVA). En 1967 ganaron mejores condiciones de trabajo tras una huelga de un mes, que fue liderada por el oficial asalariado Penny Singleton.
La primera Rockette asiática, una mujer nacida en Japón llamada Setsuko Maruhashi, fue contratada en 1985. The Rockettes no permitían a las mujeres afroamericanas participar en el grupo hasta 1987. La justificación para la política de no contratar mujeres afroamericanas era que podían distraer de la imagen uniforme de todo el grupo. La primera Rockette afroamericana fue Jennifer Jones, la cual fue presentada por primera vez en 1988.
Durante el espectáculo de medio tiempo del Super Bowl XXII en 1988, The Rockettes fueron vistas en televisión por una audiencia de alrededor de 150 millones de espectadores. 
En 2001, en la ceremonia inaugural de la presidencia de George W. Bush, las artistas se presentaron bailando mientras bajaban las escalinatas del monumento Lincoln Memorial. Desde 1990 las Rockettes se habían presentado en el Radio City Music Hall únicamente de noviembre a enero en el Christmas Spectacular. Sin embargo, eso cambió en la primavera de 2015 cuando las Rockettes protagonizaron una nueva producción de ocho semanas, The New York Spring Spectacular, junto con la ganadora del Premio Tony Laura Benanti y Derek Hough de Dancing with the Stars. Este nuevo espectáculo de verano narraba la historia de dos chicos que pierden a sus padres en el metro, comenzando una maravillosa aventura por los lugares más emblemáticos de la ciudad de Nueva York con impresionantes escenografías. Las especificaciones requieren que cada Rockette deba medir entre 1,67 y 1,77 m.